# Copenhagen Towers 2011
Questa voce raccoglie le informazioni riguardanti i Copenhagen Towers nelle competizioni ufficiali della stagione 2011.

## Nationalligaen 2011

### Stagione regolare
| 17 aprile 2011 1ª giornata | Copenhagen Towers | 26 – 0 | Herlev Rebels |  |

| 24 aprile 2011 2ª giornata | Kronborg Knights | 10 – 48 | Copenhagen Towers |  |

| 14 maggio 2011 5ª giornata | Copenhagen Towers | 62 – 18 | Slagelse Wolfpack |  |

| 21 maggio 2011 6ª giornata | Triangle Razorbacks | 31 – 26 | Copenhagen Towers |  |

| 12 giugno 2011 9ª giornata | Copenhagen Towers | 62 – 14 | Amager Demons |  |

| 26 giugno 2011 11ª giornata | Copenhagen Towers | 40 – 41 | Søllerød Gold Diggers |  |

| 6 agosto 2011 12ª giornata | Søllerød Gold Diggers | 47 – 20 | Copenhagen Towers |  |

| 21 agosto 2011 14ª giornata | Amager Demons | 0 – 48 | Copenhagen Towers |  |

| 26 agosto 2011 15ª giornata | Copenhagen Towers | 34 – 0 | Kronborg Knights |  |

| 10 settembre 2011 17ª giornata | Herlev Rebels | 7 – 46 | Copenhagen Towers |  |

### Playoff
| 18 settembre 2011 Wild Card | Copenhagen Towers | 31 – 0 | Aarhus Tigers |  |

| 25 settembre 2011 Semifinale | Triangle Razorbacks | 23 – 13 | Copenhagen Towers |  |

## Statistiche di squadra
| Competizione         | %Vittorie | In casa | In casa | In casa | In casa | In casa | In casa | In trasferta | In trasferta | In trasferta | In trasferta | In trasferta | In trasferta | Totale | Totale | Totale | Totale | Totale | Totale |
| Competizione         | %Vittorie | G       | V       | N       | P       | Pf      | Ps      | G            | V            | N            | P            | Pf           | Ps           | G      | V      | N      | P      | Pf     | Ps     |
| -------------------- | --------- | ------- | ------- | ------- | ------- | ------- | ------- | ------------ | ------------ | ------------ | ------------ | ------------ | ------------ | ------ | ------ | ------ | ------ | ------ | ------ |
| NL Stagione regolare | .700      | 5       | 4       | 0       | 1       | 224     | 73      | 5            | 3            | 0            | 2            | 188          | 95           | 10     | 7      | 0      | 3      | 412    | 168    |
| NL Playoff           | .500      | 2       | 1       | 0       | 1       | 44      | 23      | 0            | 0            | 0            | 0            | 0            | 0            | 2      | 1      | 0      | 1      | 44     | 23     |
| Totale               | .667      | 7       | 5       | 0       | 2       | 268     | 96      | 5            | 3            | 0            | 2            | 188          | 95           | 12     | 8      | 0      | 4      | 456    | 191    |